# Malang Sarr
Malang Sarr (Niza, Provenza-Alpes-Costa Azul, Francia, 23 de enero de 1999) es un futbolista francés que juega como defensa en el R. C. Lens de la Ligue 1 de Francia.

## Trayectoria
Fue ascendido al primer equipo del Niza y realizó la preparación para la temporada 2016-17. Estuvo presente en los cinco partidos amistosos de pretemporada, contra Servette, Étoile du Sahel, Toulouse, Nápoles y Sporting de Lisboa.
El entrenador Lucien Favre confió en Malang y lo colocó en el 11 inicial de la primera jornada de la Ligue 1. Debutó como profesional el 14 de agosto de 2016, en el Allianz Riviera ante más de 19 000 espectadores, se enfrentaron al Rennes, en el minuto 60 anotó su primer gol oficial y gracias a su tanto ganaron 1 a 0. Fue elegido el jugador del partido, para los hinchas del club. Utilizó la camiseta número 34, jugó su primer partido con 17 años y 204 días. En la fecha 2 volvió a ser titular y vencieron por la mínima al Angers.
En junio de 2020 puso punto final a su etapa en Niza tras finalizar contrato. El 27 de agosto se hizo oficial su fichaje por el Chelsea F. C. por cinco temporadas, aunque la primera de ellas sería cedido. El 6 de octubre se confirmó que la jugaría en el F. C. Porto. Participó en 19 encuentros durante la campaña, quedándose la siguiente en Inglaterra donde tuvo minutos en 21 partidos.
En agosto de 2022 regresó a Francia después de ser cedido al A. S. Monaco F. C. para la temporada 2022-23. La siguiente no jugó ningún minuto con el Chelsea F. C. y en julio de 2024 fichó por el R. C. Lens con un contrato hasta 2026.

## Selección nacional

### Trayectoria
Ha sido internacional con la selección de Francia en las categorías sub-16 a sub-21.

### Participaciones en categorías inferiores
| Competición                                                       | Sede       | Resultado      | Partidos | Goles |
| ----------------------------------------------------------------- | ---------- | -------------- | -------- | ----- |
| Fase de clasificación para el Campeonato de Europa Sub-17 de 2016 | Israel     | Clasificó      | 3        | 0     |
| Ronda Élite para el Campeonato de Europa Sub-17 de 2016           | Francia    | Clasificó      | 2        | 0     |
| Campeonato de Europa Sub-17 de 2016                               | Azerbaiyán | Fase de grupos | 3        | 0     |

### Detalles de partidos
| Con Francia sub-16 | Con Francia sub-16 | Con Francia sub-16 | Con Francia sub-16      | Con Francia sub-16                 | Con Francia sub-16              | Con Francia sub-16 | Con Francia sub-16 | Con Francia sub-16 | Con Francia sub-16 |
| N.º                | Rival              | Resultado          | Fecha                   | Lugar                              | Competencia                     | Goles              | Asistencias        | Ref.               |                    |
| ------------------ | ------------------ | ------------------ | ----------------------- | ---------------------------------- | ------------------------------- | ------------------ | ------------------ | ------------------ | ------------------ |
| 1                  | Bélgica            | 2:2 (1:1)          | 28 de octubre de 2014   | Limeil-Brévannes Francia           | Amistoso Torneo de Val-de-Marne | -                  | -                  | 1                  |                    |
| 2                  | Países Bajos       | 1:0 (0:0)          | 30 de octubre de 2014   | Le Plessis-Trévise Francia         | Amistoso Torneo de Val-de-Marne | -                  | -                  | 2                  |                    |
| 3                  | Estados Unidos     | 3:0 (1:0)          | 20 de noviembre de 2014 | Clairefontaine-en-Yvelines Francia | Amistoso                        | -                  | -                  | 3                  |                    |
| 4                  | Grecia             | 0:0                | 19 de enero de 2015     | Akhisar Turquía                    | Amistoso Copa Aegean            | -                  | -                  | 4                  |                    |
| 5                  | República Checa    | 6:0 (3:0)          | 20 de enero de 2015     | Saruhanlı Turquía                  | Amistoso Copa Aegean            | -                  | -                  | 5                  |                    |
| 6                  | Ucrania            | 0:3 (0:1)          | 22 de enero de 2015     | Akhisar Turquía                    | Amistoso Copa Aegean            | 28'                | -                  | 6                  |                    |
| 7                  | Turquía            | 4:2 (1:1)          | 24 de enero de 2015     | Mümin Turquía                      | Amistoso Copa Aegean            | -                  | -                  | 7                  |                    |
| 8                  | Suiza              | 2:1 (0:0)          | 18 de febrero de 2015   | Burton Inglaterra                  | Amistoso                        | -                  | -                  | 8                  |                    |
| 9                  | Inglaterra         | 1:1 (0:0)          | 21 de febrero de 2015   | Burton Inglaterra                  | Amistoso                        | -                  | -                  | 9                  |                    |

| Con Francia sub-17 | Con Francia sub-17 | Con Francia sub-17 | Con Francia sub-17       | Con Francia sub-17                 | Con Francia sub-17                                        | Con Francia sub-17 | Con Francia sub-17 | Con Francia sub-17 | Con Francia sub-17 |
| N.º                | Rival              | Resultado          | Fecha                    | Lugar                              | Competencia                                               | Goles              | Asistencias        | Ref.               |                    |
| ------------------ | ------------------ | ------------------ | ------------------------ | ---------------------------------- | --------------------------------------------------------- | ------------------ | ------------------ | ------------------ | ------------------ |
| 1                  | República Checa    | 1:1 (0:0)          | 17 de septiembre de 2015 | Ploufragan Francia                 | Amistoso                                                  | -                  | -                  | 1                  |                    |
| 2                  | Irlanda del Norte  | 1:0 (0:0)          | 20 de octubre de 2015    | Shefayim Israel                    | Campeonato de Europa Sub-17 de 2016 Fase de clasificación | -                  | -                  | 2                  |                    |
| 3                  | Israel             | 0:3 (0:0)          | 22 de octubre de 2015    | Shefayim Israel                    | Campeonato de Europa Sub-17 de 2016 Fase de clasificación | -                  | -                  | 3                  |                    |
| 4                  | Noruega            | 1:0 (0:0)          | 25 de octubre de 2015    | Shefayim Israel                    | Campeonato de Europa Sub-17 de 2016 Fase de clasificación | -                  | -                  | 4                  |                    |
| 5                  | Italia             | 2:1 (1:1)          | 16 de diciembre de 2015  | Clairefontaine-en-Yvelines Francia | Amistoso                                                  | -                  | -                  | 5                  |                    |
| 6                  | Dinamarca          | 3:0 (2:0)          | 12 de febrero de 2016    | Clairefontaine-en-Yvelines Francia | Amistoso                                                  | -                  | -                  | 6                  |                    |
| 7                  | Grecia             | 1:0 (0:0)          | 29 de marzo de 2016      | Anglet Francia                     | Campeonato de Europa Sub-17 de 2016 Ronda élite           | -                  | -                  | 7                  |                    |
| 8                  | Austria            | 2:1 (1:1)          | 3 de abril de 2016       | San Juan de Luz Francia            | Campeonato de Europa Sub-17 de 2016 Ronda élite           | -                  | -                  | 8                  |                    |
| 9                  | Dinamarca          | 0:0                | 6 de mayo de 2016        | Bakú Azerbaiyán                    | Campeonato de Europa Sub-17 de 2016 Fase de grupos        | -                  | -                  | 9                  |                    |
| 10                 | Inglaterra         | 0:2 (0:1)          | 9 de mayo de 2016        | Bakú Azerbaiyán                    | Campeonato de Europa Sub-17 de 2016 Fase de grupos        | -                  | -                  | 10                 |                    |
| 11                 | Suecia             | 1:0 (0:0)          | 12 de mayo de 2016       | Bakú Azerbaiyán                    | Campeonato de Europa Sub-17 de 2016 Fase de grupos        | -                  | -                  | 11                 |                    |

## Estadísticas

### Clubes
| Club                       | Div.          | Temporada     | Liga nacional | Liga nacional | Copas nacionales< | Copas nacionales< | Torneos internacionales | Torneos internacionales | Total | Total | Media goleadora |
| Club                       | Div.          | Temporada     | Part.         | Goles         | Part.             | Goles             | Part.                   | Goles                   | Part. | Goles | Media goleadora |
| -------------------------- | ------------- | ------------- | ------------- | ------------- | ----------------- | ----------------- | ----------------------- | ----------------------- | ----- | ----- | --------------- |
| O. G. C. Niza Francia      | 1.ª           | 2016-17       | 27            | 1             | 1                 | 0                 | 4                       | 0                       | 32    | 1     | 0.03            |
| O. G. C. Niza Francia      | 1.ª           | 2017-18       | 21            | 0             | 2                 | 0                 | 6                       | 0                       | 29    | 0     | 0               |
| O. G. C. Niza Francia      | 1.ª           | 2018-19       | 35            | 1             | 3                 | 0                 | —                       | —                       | 38    | 1     | 0.03            |
| O. G. C. Niza Francia      | 1.ª           | 2019-20       | 19            | 1             | 1                 | 0                 | —                       | —                       | 20    | 1     | 0.05            |
| O. G. C. Niza Francia      | Total club    | Total club    | 102           | 3             | 7                 | 0                 | 10                      | 0                       | 119   | 3     | 0.03            |
| F. C. Porto Portugal       | 1.ª           | 2020-21       | 8             | 0             | 5                 | 1                 | 6                       | 0                       | 19    | 1     | 0.05            |
| F. C. Porto Portugal       | Total club    | Total club    | 8             | 0             | 5                 | 1                 | 6                       | 0                       | 19    | 1     | 0.05            |
| F. C. Porto "B" Portugal   | 2.ª           | 2020-21       | 8             | 1             | ―                 | ―                 | ―                       | ―                       | 8     | 1     | 0.13            |
| F. C. Porto "B" Portugal   | Total club    | Total club    | 8             | 1             | 0                 | 0                 | 0                       | 0                       | 8     | 1     | 0.13            |
| Chelsea F. C. Inglaterra   | 1.ª           | 2021-22       | 8             | 0             | 9                 | 0                 | 4                       | 0                       | 21    | 0     | 0               |
| A. S. Monaco F. C. Francia | 1.ª           | 2022-23       | 13            | 0             | 1                 | 0                 | 3                       | 0                       | 17    | 0     | 0               |
| A. S. Monaco F. C. Francia | Total club    | Total club    | 13            | 0             | 1                 | 0                 | 3                       | 0                       | 17    | 0     | 0               |
| Chelsea F. C. Inglaterra   | 1.ª           | 2023-24       | 0             | 0             | 0                 | 0                 | ―                       | ―                       | 0     | 0     | 0               |
| Chelsea F. C. Inglaterra   | Total club    | Total club    | 8             | 0             | 9                 | 0                 | 4                       | 0                       | 21    | 0     | 0               |
| R. C. Lens Francia         | 1.ª           | 2024-25       | 21            | 0             | 1                 | 0                 | 1                       | 0                       | 23    | 0     | 0               |
| R. C. Lens Francia         | Total club    | Total club    | 21            | 0             | 1                 | 0                 | 1                       | 0                       | 23    | 0     | 0               |
| Total carrera              | Total carrera | Total carrera | 160           | 4             | 23                | 1                 | 24                      | 0                       | 207   | 5     | 0.02            |
| 1. 2.                      |               |               |               |               |                   |                   |                         |                         |       |       |                 |

## Palmarés

### Títulos nacionales
| Título                | Club        | País     | Año  |
| --------------------- | ----------- | -------- | ---- |
| Supercopa de Portugal | F. C. Porto | Portugal | 2020 |

### Títulos internacionales
| Título                            | Club          | Sede | Año  |
| --------------------------------- | ------------- | ---- | ---- |
| Copa Mundial de Clubes de la FIFA | Chelsea F. C. | EAU  | 2021 |

### Distinciones individuales
| Distinción                                                                     | Año  |
| ------------------------------------------------------------------------------ | ---- |
| Joven de la semana para UEFA (mes de agosto, semana #3)                        | 2016 |
| Parte de los 60 mejores jugadores del mundo para The Guardian (categoría 1999) | 2016 |